# Fjällräven Vándortúra
A Fjällräven Vándortúra a Fjällräven svéd outdoor márka által Magyarországon szervezett, többnapos nemzetközi túraesemény. Szervezője az Equinox Trekking Club Egyesület.

## Története
Az első hazai Fjällräven Vándortúra a svéd Fjällräven Classic mintájára indult el 2014-ben. 2014 és 2017 között a vándortúra a Bükk és a Cserehát tájain vezetett át, majd 2018-ban a Bakony és a Balaton-felvidék vidékét járhatták be a résztvevők. 2019-ben a túra a Balaton partjáról indult, és ott is ért véget, érintve a Balaton-felvidék számos természeti értékét. 
2020-ban és 2021-ben a világjárvány miatt az eseményt nem rendezték meg. 2022-ben az útvonal szintén a Balaton-felvidéken vezetett.
2023-tól az esemény helyszíne háromévenként ismétlődik: 2023-ban a Mecsek, 2024-ben a Bükk, 2025-ben a Balaton, majd újból a hegyek.

## Leírása
Naponta meghatározott távolságot kell megtenni. A túrázás mellett sok más program is helyet kap: például borkóstoló, közös reggeli és vacsora. A többnapos eseményt élőzenés ünnepség zárja a célállomáson.
A túra két fontos alapszabálya, hogy mindenki maga viszi a felszerelését és sátorban alszik. A szálláshelyek kempingek, vagy sátrazásra kijelölt helyek. 
A szervezők számára elsődleges a természet tisztelete és védelme, ezért a Vándortúra megrendezése során maradéktalanul figyelnek a környezettudatosságra. A természeti értékek védelme és tisztaságának megőrzése érdekében minden túrázó szemétgyűjtő zsákot kap a szervezőktől, amelyben összegyűjthetik a túra megtétele során keletkezett hulladékot, de az ambiciózusabbak a túraútvonalak megtisztítására is vállalkozhatnak.